# 체틴 테킨도르
체틴 테킨도르(튀르키예어: Çetin Tekindor, 1945년 7월 16일~)는 튀르키예의 배우이다. 시바스에서 태어났다.

## 작품 목록

### 영화
- 아일라 (2017년)
- 마이 그랜드파더스 피플 (2011년)
- 헌팅 시즌 (2010년)
- 더 메신저 (2008년)
- 마이 파더 앤 마이 선 (2005년)